# Joe Newell
Joseph Peter Newell (Leicester, 21 luglio 1994) è un calciatore inglese, centrocampista o difensore dell'Hibernian.

## Carriera
Ha giocato nella seconda divisione inglese con il Peterborough Utd (44 presenze ed un gol in categoria) e con il Rotherham Utd (69 presenze e 7 reti). Nella stagione 2019-2020 disputa 19 partite nella prima divisione scozzese con l'Hibernian, dove rimane anche nelle stagioni successive.

## Statistiche

### Presenze e reti nei club
Statistiche aggiornate al 29 dicembre 2024.
| Stagione                | Squadra                 | Campionato              | Campionato | Campionato | Coppe nazionali | Coppe nazionali | Coppe nazionali | Coppe continentali | Coppe continentali | Coppe continentali | Altre coppe | Altre coppe | Altre coppe | Totale | Totale | Totale |
| Stagione                | Squadra                 | Comp                    | Pres       | Reti       | Comp            | Pres            | Reti            | Comp               | Pres               | Reti               | Comp        | Pres        | Reti        | Pres   | Reti   |        |
| ----------------------- | ----------------------- | ----------------------- | ---------- | ---------- | --------------- | --------------- | --------------- | ------------------ | ------------------ | ------------------ | ----------- | ----------- | ----------- | ------ | ------ | ------ |
| 2010-2011               | Peterborough Utd        | FL1                     | 2          | 0          | FACup+CdL       | 0               | 0               |                    | -                  | -                  | FLT         | 0           | 0           | 2      | 0      |        |
| 2011-2012               | Peterborough Utd        | FLC                     | 14         | 1          | FACup+CdL       | 1+0             | 0               |                    | -                  | -                  |             | -           | -           | 15     | 1      |        |
| 2012-2013               | Peterborough Utd        | FLC                     | 30         | 0          | FACup+CdL       | 1+2             | 0+1             |                    | -                  | -                  |             | -           | -           | 33     | 1      |        |
| 2013-2014               | Peterborough Utd        | FL1                     | 11         | 0          | FACup+CdL       | 3+1             | 0               |                    | -                  | -                  | FLT         | 2           | 0           | 17     | 0      |        |
| 2014-2015               | Peterborough Utd        | FL1                     | 39         | 2          | FACup+CdL       | 2+0             | 0               |                    | -                  | -                  | FLT         | 1           | 0           | 42     | 2      |        |
| Totale Peterborough Utd | Totale Peterborough Utd | Totale Peterborough Utd | 96         | 3          |                 | 10              | 1               |                    | -                  | -                  |             | 3           | 0           | 109    | 4      |        |
| 2015-2016               | Rotherham Utd           | FLC                     | 35         | 5          | FACup+CdL       | 1+2             | 0               |                    | -                  | -                  |             | -           | -           | 38     | 5      |        |
| 2016-2017               | Rotherham Utd           | FLC                     | 34         | 2          | FACup+CdL       | 1+0             | 0               |                    | -                  | -                  |             | -           | -           | 35     | 2      |        |
| 2017-2018               | Rotherham Utd           | FL1                     | 39+3       | 7+1        | FACup+CdL       | 1+1             | 0               |                    | -                  | -                  | FLT         | 1           | 0           | 45     | 8      |        |
| 2018-2019               | Rotherham Utd           | FLC                     | 31         | 0          | FACup+CdL       | 0+1             | 0               |                    | -                  | -                  |             | -           | -           | 32     | 0      |        |
| Totale Rotherham Utd    | Totale Rotherham Utd    | Totale Rotherham Utd    | 139+3      | 14+1       |                 | 7               | 0               |                    | -                  | -                  |             | 1           | 0           | 150    | 15     |        |
| 2019-2020               | Hibernian               | SP                      | 19         | 0          | CS+CdL          | 2+4             | 0+1             |                    | -                  | -                  |             | -           | -           | 25     | 1      |        |
| 2020-2021               | Hibernian               | SP                      | 32         | 1          | CS+CdL          | 5+3             | 0               |                    | -                  | -                  |             | -           | -           | 40     | 1      |        |
| 2021-2022               | Hibernian               | SP                      | 27         | 0          | CS+CdL          | 3+4             | 0+1             | UECL               | 3                  | 0                  |             | -           | -           | 37     | 1      |        |
| 2022-2023               | Hibernian               | SP                      | 34         | 1          | CS+CdL          | 0+4             | 0+2             |                    | -                  | -                  |             | -           | -           | 38     | 3      |        |
| 2023-2024               | Hibernian               | SP                      | 37         | 2          | CS+CdL          | 3+3             | 0               | UECL               | 6                  | 2                  |             | -           | -           | 49     | 4      |        |
| 2024-2025               | Hibernian               | SP                      | 16         | 2          | CS+CdL          | 0+4             | 0               |                    | -                  | -                  |             | -           | -           | 20     | 2      |        |
| Totale Hibernian        | Totale Hibernian        | Totale Hibernian        | 165        | 6          |                 | 35              | 4               |                    | 9                  | 2                  |             | -           | -           | 209    | 12     |        |
| Totale carriera         | Totale carriera         | Totale carriera         | 403        | 24         |                 | 52              | 5               |                    | 9                  | 2                  |             | 4           | 0           | 468    | 31     |        |

## Palmarès

### Club

#### Competizioni nazionali
- Football League Trophy: 1

Peterborough United: 2013-2014